# Maigret und sein Revolver
Maigret und sein Revolver (französisch: Le revolver de Maigret) ist ein Kriminalroman des belgischen Schriftstellers Georges Simenon. Er ist der 40. Roman einer Reihe von insgesamt 75 Romanen und 28 Erzählungen um den Kriminalkommissar Maigret. Entstanden vom 12. bis 20. Juni 1952 in Lakeville, Connecticut, wurde der Roman im September des Jahres im Pariser Verlag Presses de la Cité veröffentlicht und gleichzeitig in 28 Folgen vom 1. September bis 2. Oktober 1952 in der Tageszeitung Le Figaro abgedruckt. Die erste deutsche Übersetzung von Hansjürgen Wille und Barbara Klau publizierte 1956 Kiepenheuer & Witsch. Im Jahr 1988 gab der Diogenes Verlag eine Neuübersetzung von Ingrid Altrichter heraus.
Es kommt selten vor, dass Madame Maigret ihren Mann am Quai des Orfèvres anruft. So ist Kommissar Maigret sogleich alarmiert, als seine Gattin von einem Besucher berichtet, der ebenso jung wie aufgeregt ist und dringlich nach dem Kommissar verlangt. Doch als Maigret zu Hause ankommt, ist nicht nur sein Gast verschwunden, sondern auch ein Revolver, der ihm einmal geschenkt wurde. In ganz Paris läuft die Fahndung an: Gesucht wird ein junger Mann mit Maigrets Revolver.

## Inhalt

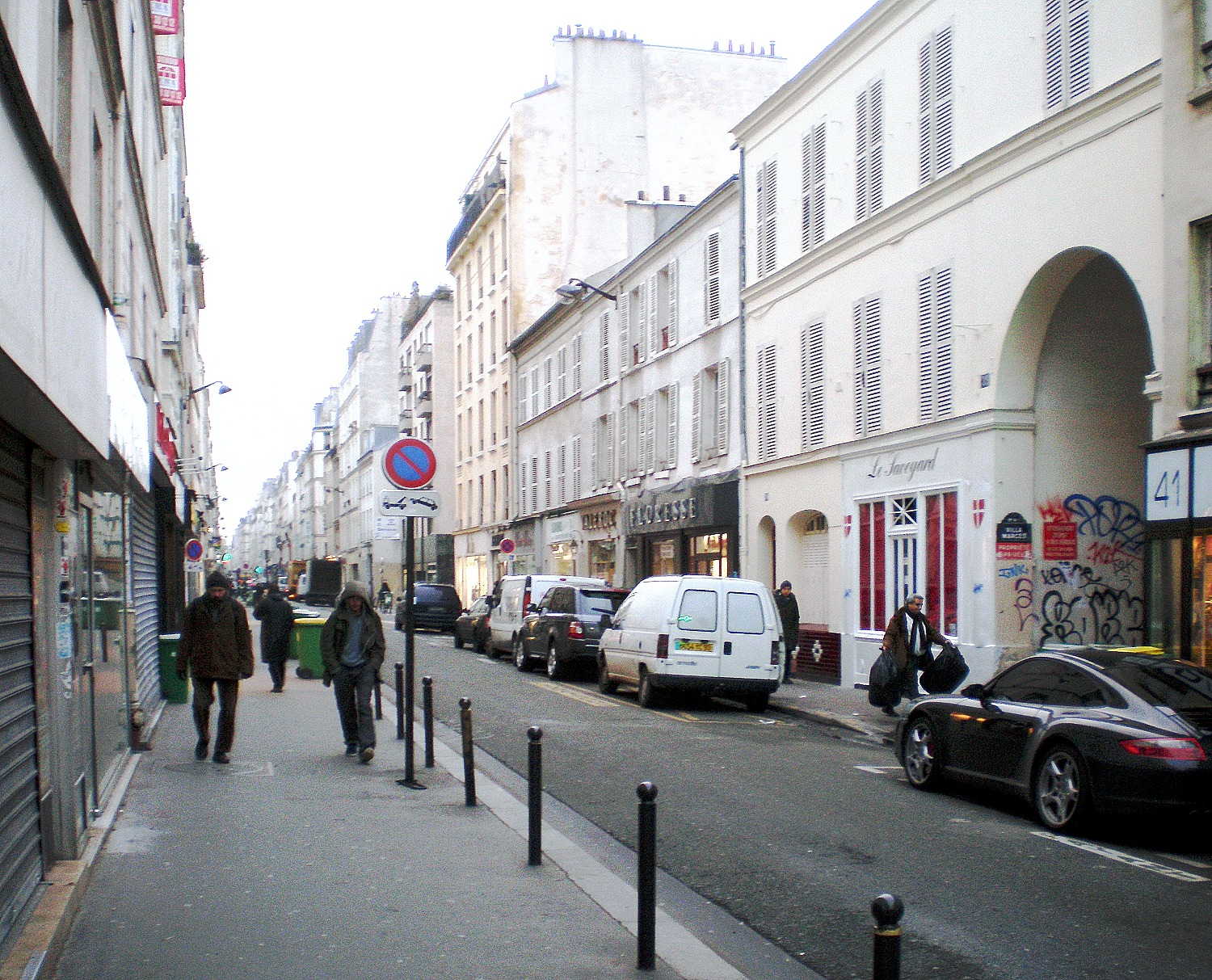
Rue Popincourt im 11. Arrondissement von Paris

Es ist ein sonniger Juni in Paris. Madame Maigret kündigt ihrem Mann einen aufgeregten jugendlichen Besucher an, der ihn zu sprechen wünscht. Doch Kommissar Maigret wird von einem Kollegen aufgehalten, und als er endlich in seiner Wohnung am Boulevard Richard-Lenoir anlangt, ist der Besucher bereits verschwunden und mit ihm Maigrets Revolver, eine Smith & Wesson des FBI, die er von einer Studienreise aus Amerika mitgebracht hat, ohne sie jemals eingesetzt zu haben. Beunruhigt, was der nervöse Junge mit seiner Waffe vorhat, setzt der Kommissar eine Fahndung in Gang. Am Abend besucht er mitsamt Gattin seinen Freund, den Arzt Dr. Pardon. Dieser hat einen Patienten eingeladen, der ebenfalls dringend die Bekanntschaft des Kommissars sucht, doch wegen einer plötzlichen Krankheit verhindert ist und so ebenso wenig mit Maigret zusammentrifft wie der Revolverdieb am Vormittag.
Beim Krankenbesuch am folgenden Tag, bei dem Maigret Dr. Pardon begleitet, erweist sich, dass die beiden Besucher vom Vortag Vater und Sohn sind. François Lagrange, genannt der Baron, ist ein schwächlicher, verweichlichter Mann, der sein Leben lang mehr schlecht als recht von vermeintlich großen Geschäftsideen lebte, deren Realisierung sich am Ende stets zerschlug. Während die beiden älteren Kinder den lebensuntüchtigen Lagrange längst verlassen und jeden Kontakt abgebrochen haben, lebt einzig der 18-jährige Alain, der noch zu seinem Vater aufblickt, in dessen heruntergekommener Wohnung. Doch seit seinem Besuch beim Kommissar und dem Diebstahl des Revolvers ist der junge Mann verschwunden. Der bettlägerige Lagrange hingegen war nach Auskunft der Concierge in der Nacht noch kerngesund und schleppte einen schweren Koffer zur Gare du Nord, wo er ihn in der Gepäckaufbewahrung aufgab.
Als Maigret im Koffer eine Leiche entdeckt, wird auf einen Schlag aus der Farce der verpassten Besuche ein Mordfall. Bei dem Toten handelt es sich um den Abgeordneten André Delteil, der im gesamten französischen Parlament wegen seiner inquisitorischen Anfragen gefürchtet war. Sein Bruder Pierre vermutet einen politischen Mord, doch Maigret hält sich weiterhin an den verdächtigen Lagrange, der inzwischen vorgibt, den Verstand verloren zu haben oder aber tatsächlich aufgrund der Nervenanspannung übergeschnappt ist. Jedenfalls entzieht er sich durch kindische Verhaltensweisen jeglicher Befragung, so dass Psychiater seine Zurechnungsfähigkeit untersuchen. Derweil führt Maigret die Suche nach dem Sohn in den Boulevard Richard-Wallace zu einer Bekannten des Vaters, einer attraktiven Lebedame namens Jeanne Debul, die sich nach London abgesetzt hat, wohin sie der junge Alain verfolgt, nachdem er zuvor mit Waffengewalt das Geld für ein Flugticket geraubt hat.

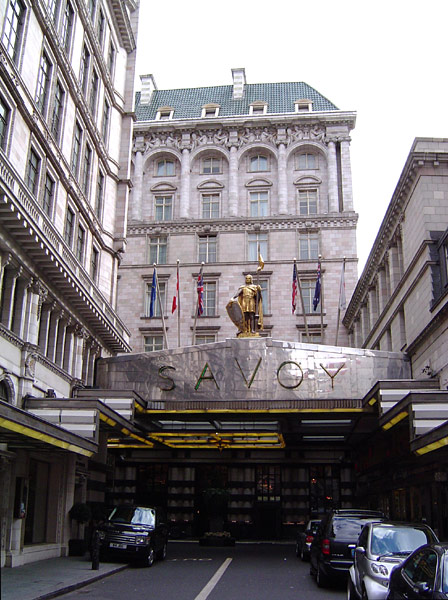
Savoy Hotel in London

Auch Kommissar Maigret reist nach London und trifft Inspektor Pyke von Scotland Yard wieder. Er begibt sich direkt ins Savoy Hotel, in dem Jeanne Debul abgestiegen ist, die ihn jedoch nur arrogant abfertigt. Mit wachsendem Unbehagen in einem fremden Land mit seinen fremdartigen Konventionen überwacht der französische Kommissar das Savoy, um Alain Lagrange abzupassen, der sämtliche Luxushotels nach der Bekannten seines Vaters absucht. Nachdem der Junge einen Passepartout geraubt hat, spürt ihn Maigret in der verlassenen Suite der Französin unter deren Hotelbett auf, wo sich Alain mit seinem Revolver auf die Lauer gelegt hat, um mit der Debul abzurechnen. Maigret redet auf den Jungen ein, bis er sein Vertrauen gewonnen hat und Alain ihm freiwillig den Revolver aushändigt und die Hintergründe des Verbrechens offenbart.
François Lagrange war ein ehemaliger Geliebter Jeannes und blieb ihr bis in die Gegenwart hörig. Sie bediente sich seiner, um Bekannte mit pikanten Details aus ihrem Vorleben zu erpressen. Auch André Delteil gehörte zu den Erpressungsopfern. Als Lagrange versuchte, aus der Erpressung eigenen Profit zu schlagen, stand der um seinen Ruf besorgte Politiker eines Tages vor seiner Tür und bedrohte ihn mit einer Pistole. Ausgerechnet der feige Lagrange gelangte im Verlauf der Auseinandersetzung in den Besitz der Waffe und erschoss Delteil. Sein Sohn Alain entdeckte die Leiche und wollte sich an Maigret wenden, doch dann entschloss er sich, mit dessen Revolver Selbstjustiz an der Frau zu üben, die er für den Niedergang seines schwächlichen Vaters verantwortlich macht. Ohne offizielle Festnahme begleitet Maigret den jungen Mann nach Hause, wo sein Vater noch immer den Verrückten spielt, um der Todesstrafe zu entgehen. Der Kommissar hingegen hofft, nach ihrer Rückkehr Jeanne Debul zur Verantwortung zu ziehen, wie er es seinem jugendlichen Begleiter versprochen hat.

## Interpretation
Laut Murielle Wenger handelt es sich bei Maigret und sein Revolver um einen ungewöhnlichen Maigret-Roman. Die Atmosphäre des Buches erinnere eher an Simenons romans durs (harte Romane) ohne Beteiligung Maigrets, etwa in der Zeichnung des erbärmlichen Baron Lagrange und der skrupellosen Jeanne Debul, die ihren Lebensunterhalt als kaltblütige Erpresserin bestreitet. The New Yorker beschreibt Ersteren als „big, flabby booby“ („dicken, schwabbeligen Trottel“), Hans Reimann Letztere schlicht als „Kanaille“, während Tilman Spreckelsen in ihr eine „Femme fatale“ sieht, die ihrer Strafe nicht entgehen wird, ganz wie im Song Sexy Sadie der Beatles. Von ganz anderem Wesen ist Madame Maigret, der Bettina Göcmener eine „Engelsgeduld“ beim Warten auf ihren Gatten bescheinigt. Für Ira Tschimmel bleibt sie stets in ihrer kleinbürgerlichen Geschlechterrolle, die sich etwa in ihrem Verstummen zeigt, wenn ihr Mann mit Dr. Pardon spricht. Tilman Spreckelsen weist auf Madame Maigrets Unbeholfenheit beim Telefonieren und ihre geringe Alkoholverträglichkeit hin. Nach einem starken Auftritt zu Beginn bleibe sie den restlichen Roman hindurch blass: „Schade!“
Ungewöhnlich ist auch der Handlungsort, der Maigret aus seinem heimischen Paris heraus bis nach London verschlägt, wo er sich in der Lobby des Savoy Hotels vorkommt wie ein Gefangener. Laut Tilman Spreckelsen fühlt sich der Kommissar in der Fremde unbehaglich, eingeschüchtert, gehemmt in seiner üblichen Vorgehensweise, bis er übellaunig und brummig wird. Immerhin beweise er „eine erstaunliche Ortskenntnis, jedenfalls für den kürzesten Weg zur Bar“, so dass er sich fragt: „war Maigret je so durstig wie auf seinem Ausflug nach London?“ Die elementare Empfindung des Durstes, als Maigret auf das Öffnen der Hotelbar wartet, hat laut Josef Quack „niemand so einfach und so eindringlich geschildert“ wie Simenon. Und als sei es nicht genug damit, dass er verzweifelt nach Bier dürstet, lässt man den Kommissar im Savoy Grill auch seine geliebte Pfeife nicht schmauchen, sondern nötigt ihn, wenn auch unter allerlei höflicher Entschuldigungen, zu einer Zigarre. Immerhin hält sich Maigret mit dem Verzehr von Horsd’œuvre, Hummer und einer Flasche rheinischen Weins schadlos.
Zum Anlass, warum sich Vater und Sohn Lagrange an Maigret wenden und Letzterer sogar ein Album mit Zeitungsausschnitten über ihn führt, wird sein fast schon legendärer Ruf von Nachsicht und Menschlichkeit, die den Kommissar im Sinne einer höheren Moral teilweise auch gegen Gesetze verstoßen oder Schuldige verteidigen lassen. Obwohl selbst kinderlos zeigt Maigret nach Spreckelsen „Verständnis für das Bedürfnis des Sohnes […], den Vater zu verehren, und das des Vaters, den Sohn unter allen Umständen zu schützen“. Gerade Alain, laut Göcmener ein „aufgewühlter zorniger Junge“, weckt im Kommissar eine „Nostalgie der Vaterschaft“ (Wenger), die ein wiederkehrendes Motiv in der Reihe ist, und sich ebenso gegenüber dem jungen Räuber Paulus in Maigret als möblierter Herr oder gegenüber dem Tantenmörder Lecoeur in Maigret und der Mann auf der Bank zeigt. Um den Jungen, der mit gezückter Pistole unter dem Bett liegt, zu zähmen erzählt der Kommissar ihm die Geschichte einer Katze, die sich auf einen Baum geflüchtet hat, von dem sie sich nicht mehr heruntertraut. Eine ganz ähnliche Tiermetapher verwendet er in Maigret und der Weinhändler, wo er den Mörder mit einem scheuen Eichhörnchen vergleicht. Trotz aller Menschenkenntnis bleibt der Fall zum Schluss unaufgeklärt. Der Kommissar kann eine wahrscheinliche Hypothese der Tat rekonstruieren, doch die Bestätigung muss ausbleiben, da es der Täter vorzieht, den Verrückten zu spielen.

## Hintergrund

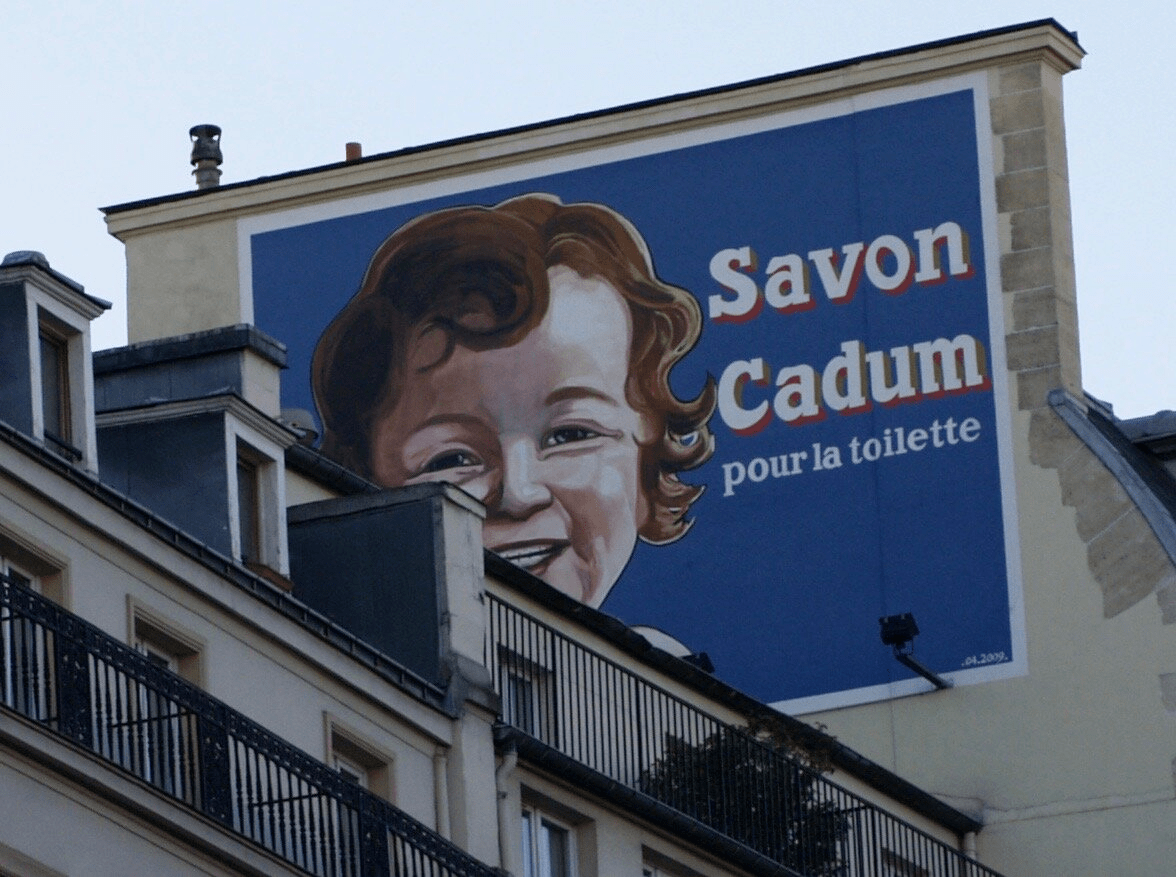
Werbeplakat mit dem „Cadum-Baby“ in Paris

Die Jahre zwischen 1950 und 1955 gehörten den produktivsten Phasen des Schriftstellers Georges Simenon. Er lebte in Lakeville, Connecticut auf der Shadow Rock Farm und schrieb insgesamt 13 Maigret-Romane und 14 weitere Romane ohne Maigret. Maigret und sein Revolver entstand im Juni 1952 unmittelbar nach der Rückkehr von einer mehrmonatigen Europareise. Für Simenon, der im Anschluss an den Zweiten Weltkrieg nach Amerika ausgewandert war, wurde die Reise zu einer triumphalen Heimkehr, auf der er unter anderem den realen Quai des Orfèvres in Paris und seine Heimatstadt Lüttich besuchte.
Seiner Schöpfung Maigret verlieh Simenon in Maigret und sein Revolver neben dem weit verbreiteten Vornamen „Jules“ noch zwei weitere Namen: „Jules-Joseph Anthelme“. Dagegen trug der Kommissar zehn Bände zuvor in Maigrets erste Untersuchung noch den Namen „Jules Amédée François Maigret“. Dies ist nicht die einzige Namensverwechslung, die der Kommissar über sich ergehen lassen musste. Im Vorwort einer späteren Ausgabe kehrte der Autor zum ursprünglichen Namen zurück. Das „Cadum-Baby“, mit dem der dicke, pausbäckige François Lagrange von Dr. Pardon verglichen wird, ist eine Anspielung auf ein Bild des französischen Malers Arsène-Marie Le Feuvre für eine Werbekampagne der französischen Kosmetikfirma Cadum, das zum Markenzeichen der Firma wurde und in Frankreich über Jahrzehnte auf vielen Plakaten und Anzeigen präsent blieb.

## Rezeption
The Publisher’s Trade List Annual fasste Maigret und sein Revolver zusammen: „Nachdem sich ein junger Mann mit Maigrets Revolver aus dem Staub macht, führt diese gut gezeichnete Spannungsgeschichte Kommissar Maigret von Paris nach London, um einen Mord zu untersuchen – und einen anderen zu verhindern.“ Für British Book News setzten sich die Ingredienzien Diebstahl, Erpressung, Mord und Gewalt zu einer guten Geschichte zusammen. Dazu sei Maigret unnachahmlich derselbe: „gewitzt, schonungslos, wenn es der Anlass erfordert, unkonventionell, aber immer menschlich.“ Kirkus Reviews wertete: „Kurz, ungewöhnlich gegliedert, mit einem verstörenden Porträt des unglücklichen Lagrange: Überzeugender, unkonventioneller Simenon.“ The New Yorker zählte den Roman zu „einigen erstklassigen Romanen“, die Simenon bei seinem Amerikaaufenthalt zu Beginn der 1950er Jahre geschrieben habe.
Bettina Göcmener beschrieb in der Welt: „Verständnis wie Sorge und nicht nur der Wunsch nach Aufklärung treiben Maigret an. Der Spannung tut das keinen Abbruch.“ Nicht von den „liebevoll gezeichneten Alltäglichkeiten“ werde man lesesüchtig, sondern von der „Leichtigkeit, mit der Simenon seine Kriminalfälle und Geschichten erzählt – und der Menschlichkeit seines Kommissars.“ Tom Rusch bemängelte die unwahrscheinlichen Zufälle der Handlung, die aber trotz ihrer künstlichen Anordnung niemals langweilig werde, was vor allem der Zeichnung der Figuren und ihres Beziehungsgeflechts zu verdanken sei. Laut Tilman Spreckelsen zieht sich durch den Jubiläumsroman des 40. Auftritts Kommissar Maigrets eine „Grundnervosität“ Doch der Autor mache „seine Sache gut, geradezu unfallfrei“. Hans Reimann zog das Fazit: „Angenehm, mit Maigret zu arbeiten. Unangenehm, von ihm bearbeitet zu werden.“
Die Romanvorlage wurde zweimal verfilmt. 1960 spielte Rupert Davies den Kommissar in der britischen TV-Serie Maigret, 1985 Jean Richard in Les Enquêtes du commissaire Maigret. Im deutschen Hörfunk entstanden zwei Hörspieladaptionen. Im Jahr 1959 produzierte der Südwestfunk ein Hörspiel unter der Regie von Gert Westphal, den Maigret sprach Leonard Steckel. Zwei Jahre später folgte eine Produktion des Bayerischen Rundfunks mit Paul Dahlke und Traute Rose unter der Regie von Heinz-Günter Stamm.

## Ausgaben
- Georges Simenon: Le revolver de Maigret. Presses de la Cité, Paris 1952 (Erstausgabe).
- Georges Simenon: Maigret und sein Revolver. Übersetzung: Hansjürgen Wille, Barbara Klau. Kiepenheuer & Witsch, Köln 1956.
- Georges Simenon: Maigret und sein Revolver. Übersetzung: Hansjürgen Wille, Barbara Klau. Heyne, München 1966.
- Georges Simenon: Maigret und sein Revolver. Übersetzung: Ingrid Altrichter. Diogenes, Zürich 1988, ISBN 3-257-21576-2.
- Georges Simenon: Maigret und sein Revolver. Sämtliche Maigret-Romane in 75 Bänden, Band 40. Übersetzung: Ingrid Altrichter. Diogenes, Zürich 2009, ISBN 978-3-257-23840-2.